# Yekaterina Koniovskaya
Yekaterina Vadimovna Koniovskaya –en ruso, Екатерина Вадимовна Кониовская– (25 de diciembre de 1966) es una deportista soviética que compitió en piragüismo en la modalidad de aguas tranquilas. Ganó una medalla de bronce en el Campeonato Mundial de Piragüismo de 1990, en la prueba de K2 5000 m.

## Palmarés internacional
| Campeonato Mundial | Campeonato Mundial | Campeonato Mundial | Campeonato Mundial |
| Año                | Lugar              | Medalla            | Evento             |
| ------------------ | ------------------ | ------------------ | ------------------ |
| 1990               | Poznań (Polonia)   | Medalla de bronce  | K2 5000 m          |